# Hrabstwo Benton (Minnesota)

Piramida wieku hrabstwa

Hrabstwo Benton ze stolicą w Foley znajduje się w centralnej części stanu Minnesota, USA. Założone w roku 1849, należy do najstarszych w stanie. Hrabstwo swą nazwę zawdzięcza historycznej postaci Thomasa Hart Bentona, polityka, senatora z Missouri w latach 1821–1851. Według danych z roku 2005 zamieszkuje je 38 505 mieszkańców, z czego 96.22% stanowią biali.

## Warunki naturalne
Hrabstwo Branton zajmuje obszar 1,070 km² (413 mi²), z czego 1,057 km² (408 mi²) stanowią lądy, a 12 km² (5 mi²) wody. Graniczy z 4 innymi hrabstwami: 
- Hrabstwo Mille Lacs (północny wschód)
- Hrabstwo Sherburne (południowy wschód)
- Hrabstwo Stearns (południowy zachód)
- Hrabstwo Morrison (północny zachód)

### Główne szlaki drogowe
| - U.S. Highway 10 - Minnesota State Highway 15 - Minnesota State Highway 23 | - Minnesota State Highway 25 - Minnesota State Highway 95 |

## Miasta
- Foley
- Gilman
- Rice
- Ronneby (CDP)
- Royalton
- Sartell
- Sauk Rapids
- St. Cloud